# 1300

1300(천삼백)은 1299보다 크고 1301보다 작은 자연수다.

## 수학
- 합성수로, 그 약수는 총 18개다. (1, 2, 4, 5, 10, 13, 20, 25, 26, 50, 52, 65, 100, 130, 260, 325, 650, 1300)
  - 1300의 진약수의 합은 1738이므로, 1300은 과잉수다.
- {\displaystyle 1300=2^{2}+36^{2}=12^{2}+34^{2}=20^{2}+30^{2}}
  - 서로 다른 두 자연수의 제곱합으로 나타내는 방법이 세 가지인 수다.
  - 연속하는 두 개의 {\displaystyle 10n}({\displaystyle n}은 자연수)인 20과 30의 제곱합으로 나타낼 수 있으며, 이 성질을 지닌 앞의 수는 500, 다음 수는 2500이다.
- {\displaystyle 1300=1^{5}+2^{5}+3^{5}+4^{5}}
  - 연속하는 네 자연수의 5제곱합으로 나타낼 수 있는 가장 작은 수이며, 이 성질을 지닌 다음 수는 4424다.
- {\displaystyle 1300=25\times 52}
  - {\displaystyle ab\times ba}의 꼴로 나타낼 수 있는 수열의 25번째 수다. 이 수열의 앞의 수는 1008, 다음 수는 1612이다. (OEIS의 수열 A061205)
  - {\displaystyle ab\times ba}의 꼴로 나타낼 수 있는 수열의 52번째 수다. 이 수열의 앞의 수는 765, 다음 수는 1855다. (OEIS의 수열 A061205)
- {\displaystyle 51^{2}-1}은 1300으로 나누어떨어진다.

## 과학·기술
- NGC 1300: 에리다누스자리 방향에 있는 막대나선은하.
- 1300 마르셀(영어판): 소행성.
- 다치아 1300(영어판): 다치아의 중형 승용차.
- 피아트 1300(영어판): 피아트의 중형 승용차.
- 혼다 1300(일본어판, 영어판): 혼다의 소형 승용차.

## 교통
- 1300계(일본어판): 일본에서 숫자 1300을 사용하는 철도 차량들을 일컫는 용어.

## 문화유산
- 대한민국의 보물 제1300호: 합천 해인사 홍제암

## 기타
- 연도: 1300년, 기원전 1300년
- 1300년대
- 1300(영어판): 오스트레일리아의 힙합 그룹.

## 같이 보기
- 1000